# Velika Mlinska
Velika Mlinska es una aldea de Croacia del municipio de Velika Trnovitica, situado en el condado de Bjelovar-Bilogora. Según el censo de 2021, tiene una población de 92 habitantes.

## Geografía
Está ubicada a una altitud de 152 metros sobre el nivel del mar, a unos 112 km de la capital nacional, Zagreb.

## Demografía
| Gráfica de población de Velika Mlinska 1857-2011                   |
|                                                                    |
| Según los censos de población de la Oficina de Estadísticas Croata |